# Horodyszcze (rejon derażniański)
Horodyszcze (ukr. Городище) – wieś na Ukrainie, w obwodzie chmielnickim, w rejonie derażniańskim. W 2001 roku liczyła 465 mieszkańców.